# Diga di Sauris

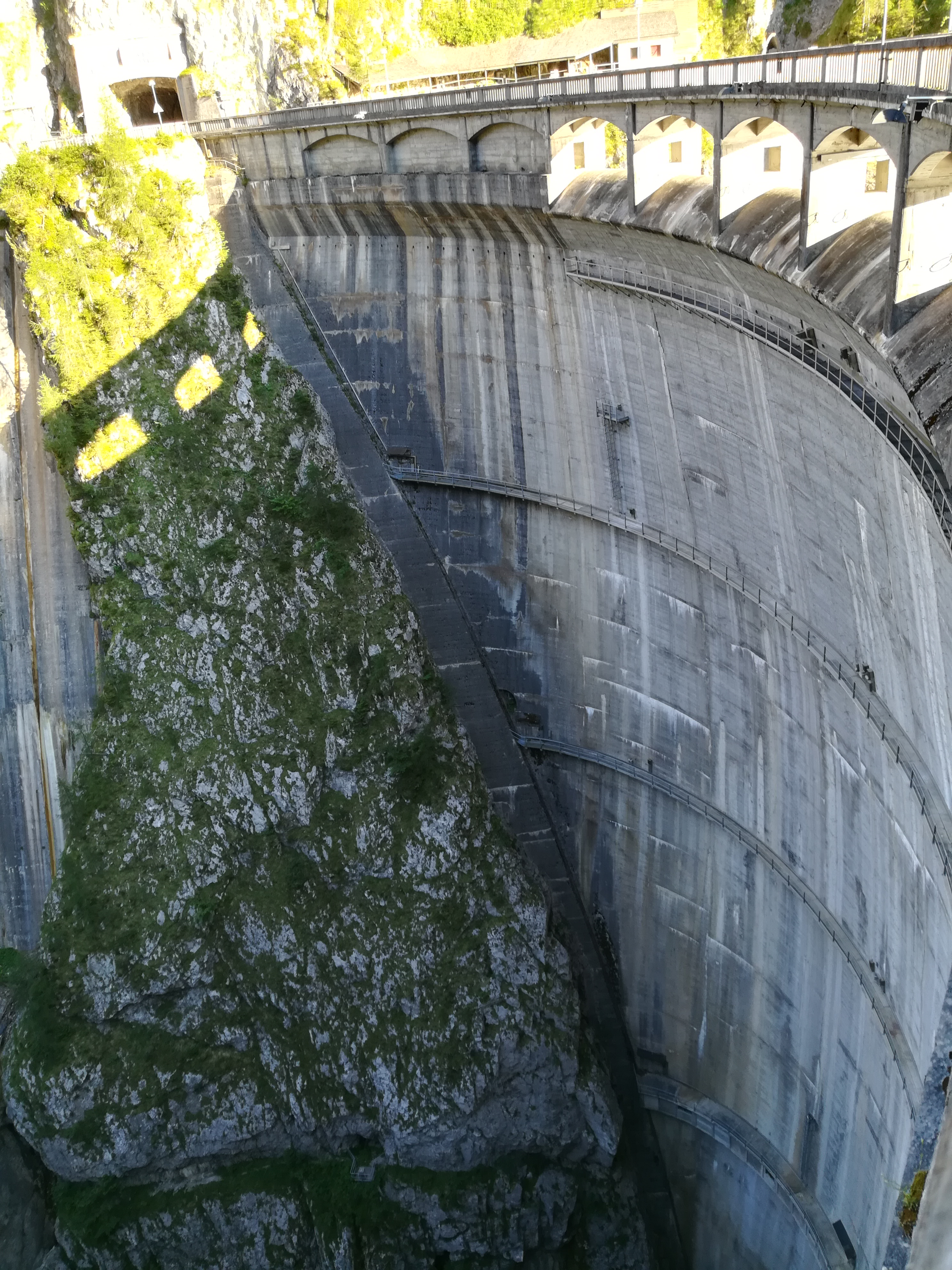
La diga di Sauris, o del Lumiei. Si nota la doppia curvatura.

La diga di Sauris (o del torrente Lumiei) come la definiva la SADE, è una diga alta 136 metri nel territorio tra i comuni di Sauris e di Ampezzo (Italia) in provincia di Udine, in Friuli-Venezia Giulia, in Italia.

## Storia

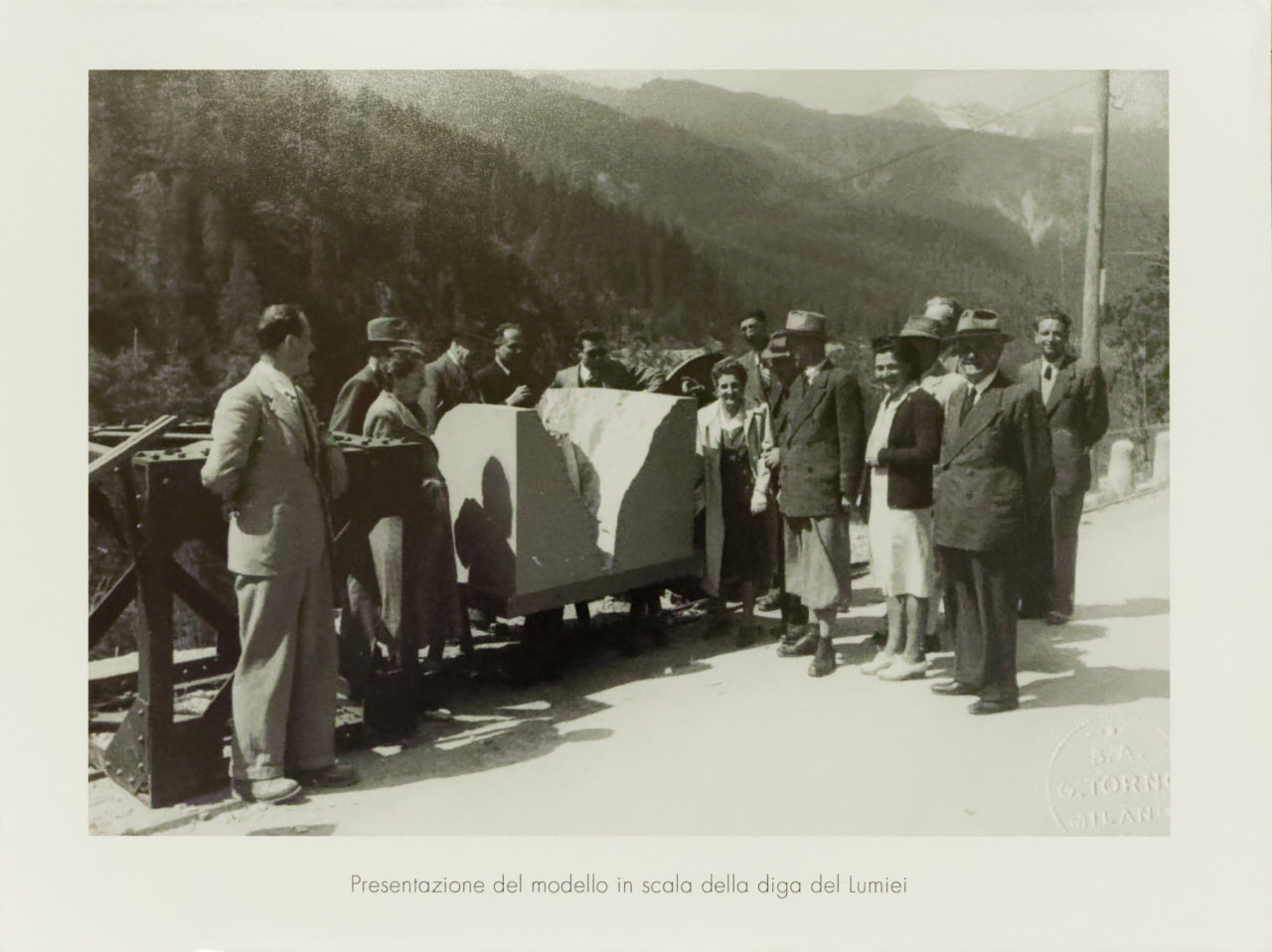
Il modellino per l'inaugurazione della diga nell'estate 1948.

Progettata dagli ingegneri Carlo Semenza, Guido Oberti e Mario Pancini della Società Adriatica di Elettricità, viste le condizioni morfologiche e geognostiche della stretta e profonda forra, venne scelta una struttura a volta a doppia curvatura. La diga sbarra il torrente Lumiei, formando un serbatoio della capacità di 73 milioni di metri cubi d'acqua. È stata la più alta d'Europa nel dopoguerra.
L'impianto utilizza l'acqua del torrente Lumiei, affluente di sinistra del Tagliamento, insieme al sub affluente Norvarza, la prima parte del corso del fiume e dodici affluenti. Le acque del Tagliamento e affluenti sono addotte al serbatoio, con un canale di gronda (per la maggior parte in galleria, della lunghezza) pari a 18 km. Dalla diga, l'acqua tramite una galleria in pressione lunga 4,1 km, va ad alimentare la centrale "Giuseppe Volpi" di Ampezzo, nella località di Plan del Sac.
Le opere per la costruzione iniziarono nel 1941 e terminarono sette anni dopo, nel 1948. Proseguirono regolarmente nonostante si fosse negli anni della seconda guerra mondiale. Per la scarsità di manodopera nel primo periodo anche trecento prigionieri di guerra neozelandesi parteciparono alla costruzione. La località La Maina venne sommersa dal lago artificiale che si creò in seguito allo sbarramento della valle.

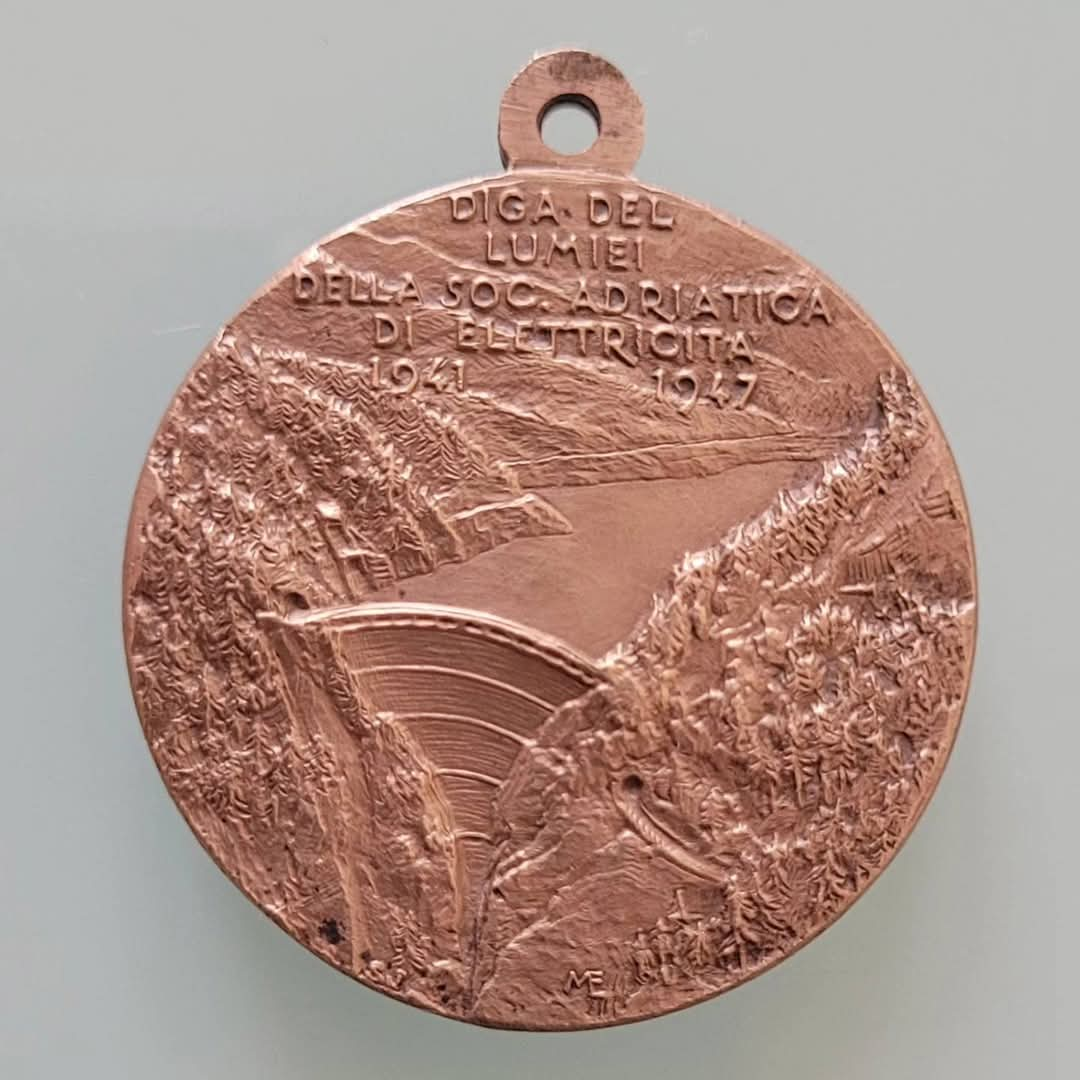
Medaglia celebrativa diga del Lumiei

## Oggi

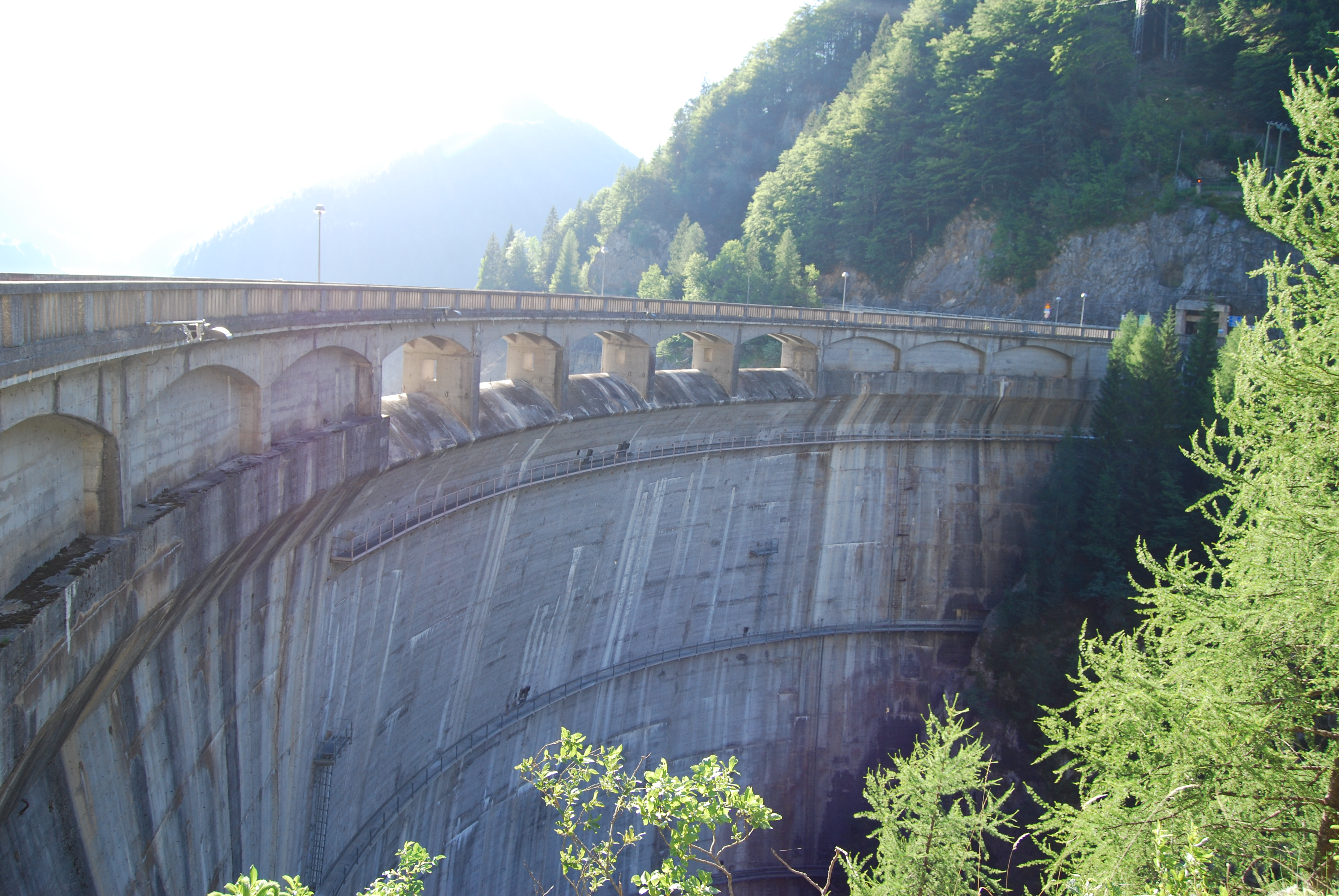
La diga di Sauris, vista del coronamento.

Durante lo svaso ritornano visibili alcune case della sommersa località della Maina. La diga si può raggiungere attraverso tre strade: da Ampezzo attraverso la strada che porta direttamente a Sauris, ed attraverso il passo del Pura, strada molto suggestiva ma impraticabile d'inverno. Queste strade si congiungono in prossimità della diga, e quella del Pura la attraversa sul coronamento. Un'altra strada per raggiungere la diga si tratta della ex Strada statale 619 di Vigo di Cadore con il valico della Sella Ciampigotto, posta a 1790 m s.l.m., che unisce il Cadore alla Carnia.

## Caratteristiche della diga
- Altezza: 136,15 m
- Quota alla base: 848,15 m s.l.m
- Quota al coronamento: 984,15 m s.l.m
- Spessore alla base: 15 m
- Spessore in sommità: 3,15 m
- Lunghezza del coronamento: 138 m
- Volume del calcestruzzo: 100320 m³
- Livello di massimo invaso: 980 m s.l.m.
- Capacità utile di invaso: 70 milioni di m³
- Capacità di invaso complessiva: 73 milioni di m³
- Inizio effettivo dei lavori di scavo: 1941
- Inizio dei getti di calcestruzzo: 1942
- Fine dei getti di calcestruzzo e dei lavori sulla diga: 1947
- Inaugurazione: 1948
- Impresa esecutrice dei lavori di getto del calcestruzzo: Giuseppe Torno & C. S.p.A. Milano

Nel corpo della diga e nella roccia circostante è stata installata una vasta rete di controllo e misura comprendente fra l'altro 9 clinometri, 54 estensimetri elettroacustici, 48 sedi per estensimetri removibili, 14 sedi per dilatometri removibili, collimatori, una completa stazione sismografica. Gli spostamenti della roccia sono controllati mediante rete di triangolazione a postazioni fisse.
Le opere di scarico, sono costituite da quattro scarichi: di alleggerimento, di mezzofondo, di fondo e di esaurimento. Alle camere di manovra dei primi tre, situati in sponda sinistra, si accede mediante un unico pozzo verticale. Il quarto, (di esaurimento) è manovrabile ad un livello di minimo invaso, ed attraversa il corpo della diga. La portata complessiva dei primi tre scarichi, durante lo smaltimento delle piene, è di 400 m³/s. La diga è inoltre tracimabile nella parte centrale, per un tratto di 50 metri, diviso in cinque luci, capaci di una portata complessiva di 250 m³/s.